# Phytolacca rivinoides
Phytolacca rivinoides es una especie de planta fanerógama que se encuentra en los neotrópicos.

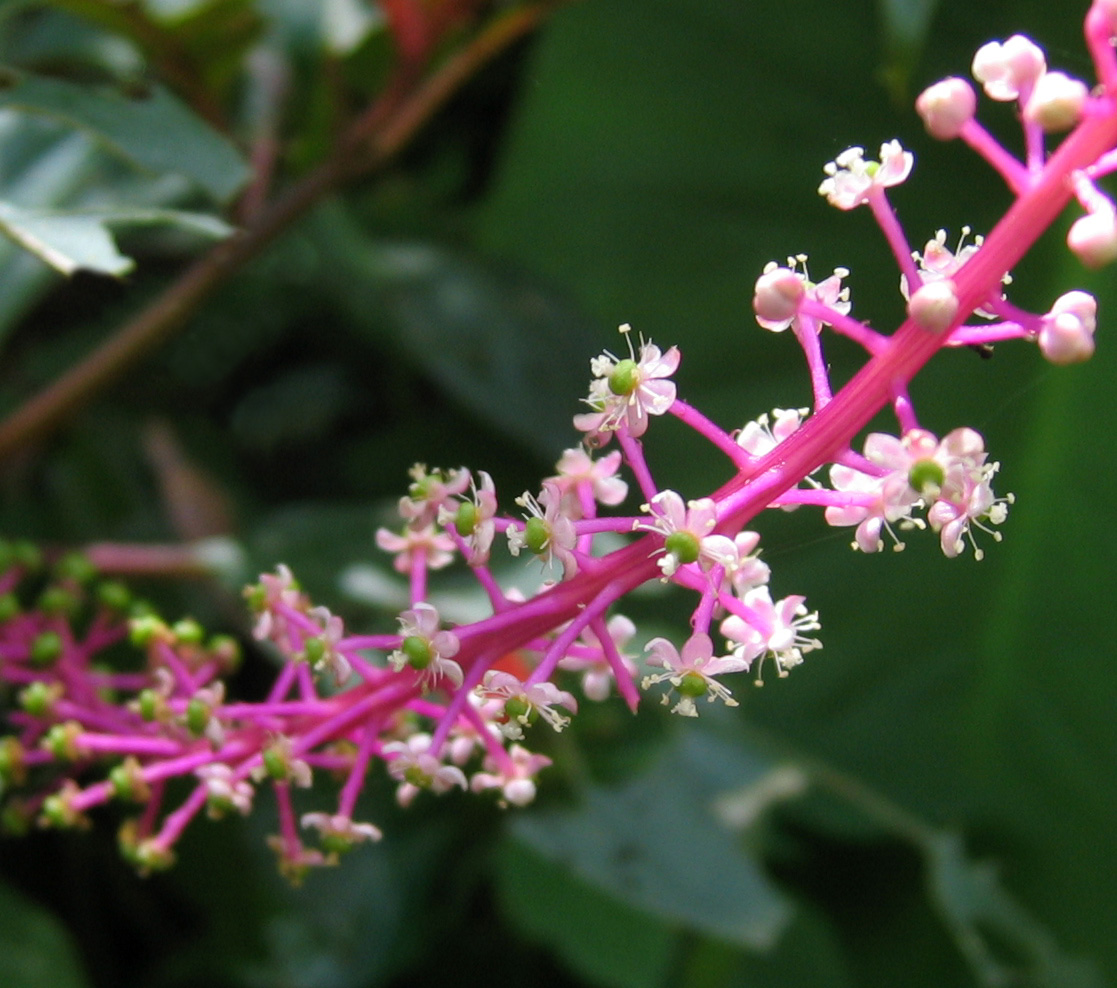
Inflorescencia

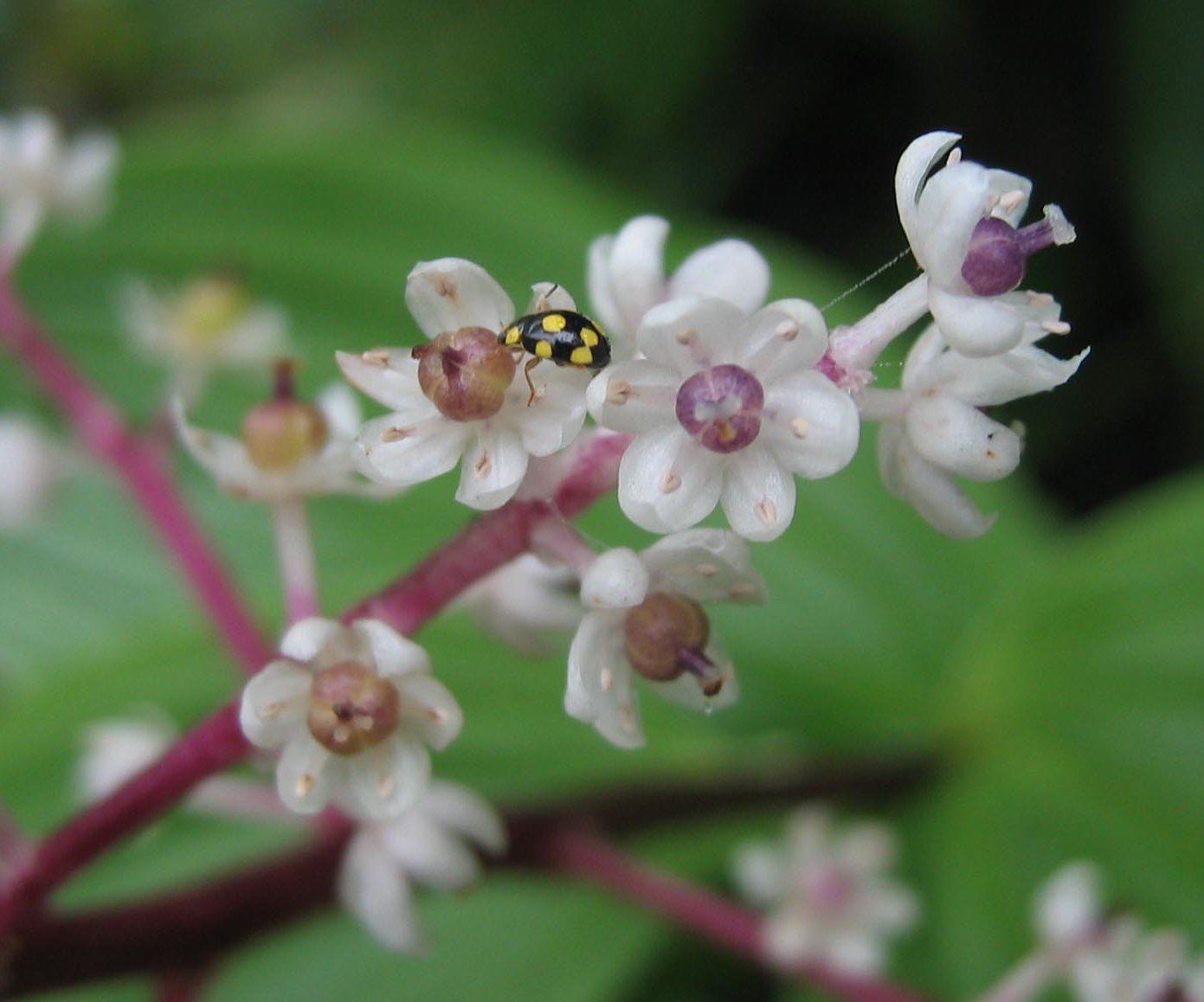
Flores

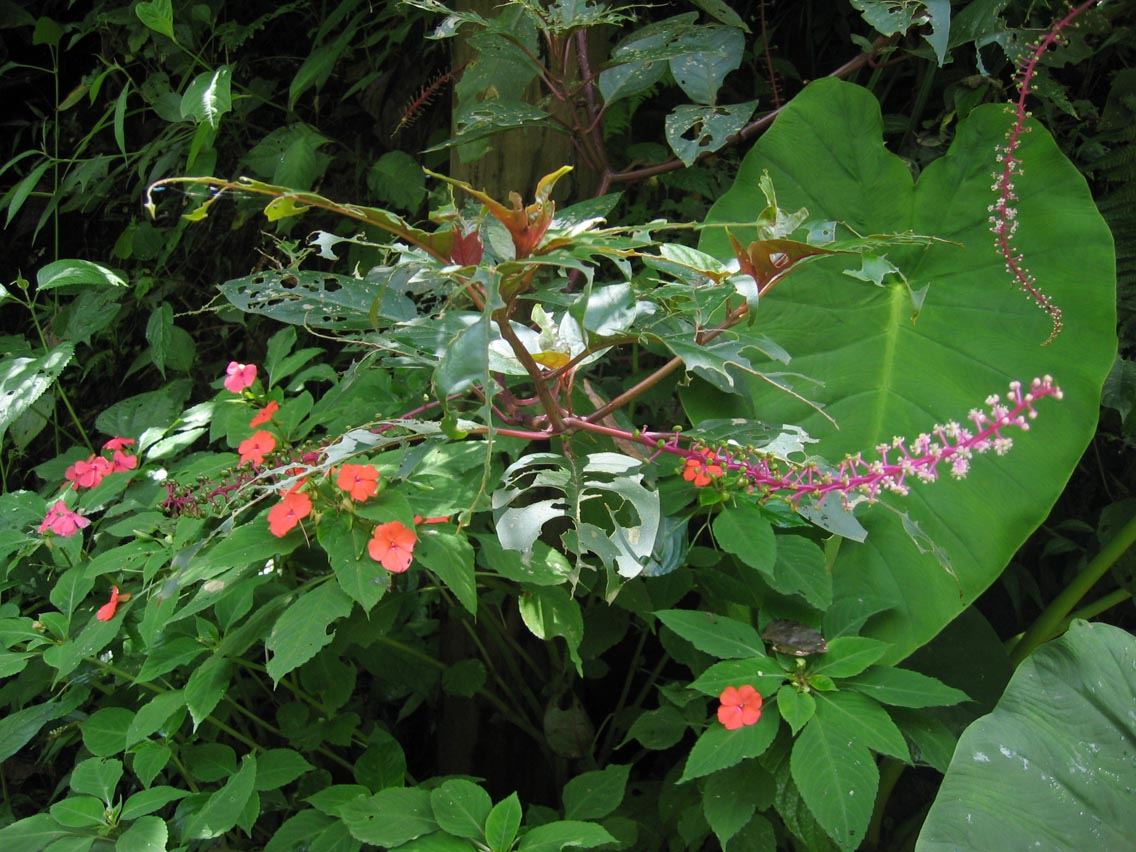
Vista de la planta

## Descripción
Son plantas que alcanzan un tamaño de 1–3 m de alto, frecuentemente escandentes. Las hojas de 9–23 cm de largo y 4–10 cm de ancho, acuminadas a atenuadas en el ápice y en la base. Las inflorescencias en racimos de 10–70 cm de largo, con ejes glabros, pedicelos 5–13 mm de largo; sépalos blancos a rosados, 1.5–2.5 mm de largo; estambres 10–17, en 2 verticilos; ovario con 10–17 carpelos completamente connados.

## Taxonomía
Phytolacca rivinoides fue descrita por Kunth & C.D.Bouché y publicado en Index Seminum (Berlin) 1848: 15–16. 1849.
Etimología
Phytolacca: nombre genérico que deriva de las palabras griegas: φυτόν (phyton), que significa "planta", y la palabra latína lacca = "un rojo tinte".
rivinoides: epíteto latíno que significa "similar a Rivina".
Sinonimia
- Phytolacca acuminata hort. ex Moq.
- Phytolacca icosandra var. fraseri Moq.
- Phytolacca macrostachya Willd. ex Moq.
- Phytolacca polystigma Benth. ex Moq.
- Phytolacca polystyla M.R. Schomb. ex Moq.	[3]

## Nombres comunes
- guaba, airambo, altusa, altusara morado,antusara, atonsora, atusara, calamanta, cargamanta, cargamanto, carurú, guagua, jaboncillo, juíbaro, lechuguilla, lusara o yerba de culebra.[4]